# دونگه ورانووتسه
دونگه ورانووتسه (به صربی: Donje Vranovce) یک منطقهٔ مسکونی در صربستان است که در لبانه واقع شده‌است. دونگه ورانووتسه ۳۳۱ نفر جمعیت دارد.